# 雄嶽日枝神社
雄嶽日枝神社（おたけひえじんじゃ）は、長崎県新上五島町荒川郷に鎮座する神社である。同郷の山王山（標高439.2m）山頂に上社山王宮が、南麓に下社が鎮座する。

## 祭神
大己貴神を主祭神に、天鈿女命、三穂津姫命の2柱を配祀する。

## 歴史
創建年代は不詳だが、弘仁5年（814年）に最澄が第16次遣唐使入唐のお礼に近江国比叡山延暦寺の鎮守である日吉山王社を勧請したのが始まりという。また、荒川山王山は比叡山の分霊で、同寺根本中堂の消えずの燈明（「不滅の法灯」）が万一消えた時は山王山に来て点けて帰るという伝説もある。古称は 山王権現 。 
明治4年（1871年）3月27日、社号を荒川神社とするが、同年6月12日に村社に列せられたのを期に現在の社号に変更している。昭和2年（1927年）2月18日、神饌幣帛料供進神社に指定される。荒川外七浦（宿ノ浦・今里・三日ノ浦・道土井・続・浜ノ浦・飯ノ瀬戸）地区の総社として崇敬されていたが、現在では荒川・今里のみとなってしまった。

## 山王山

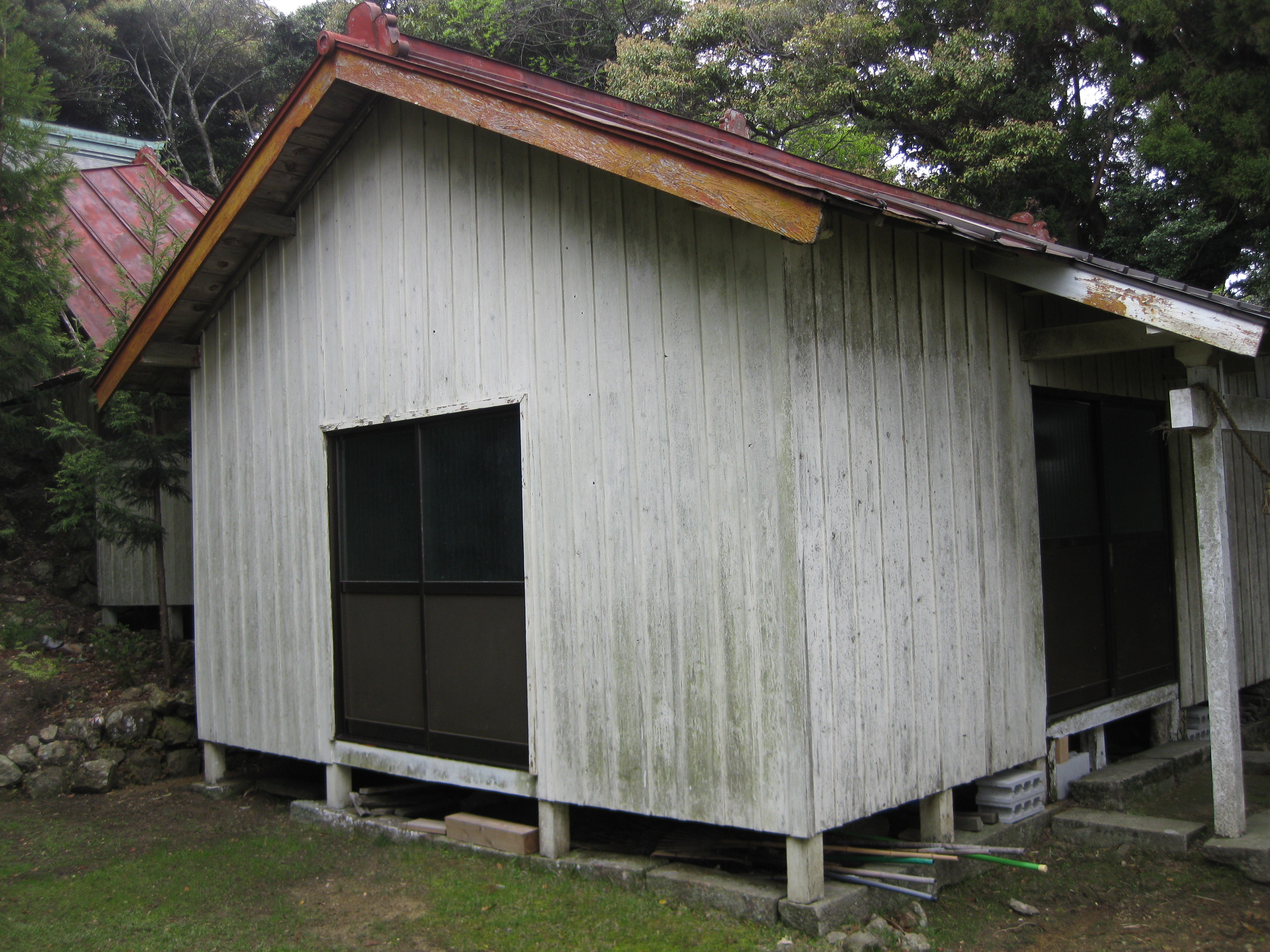
山頂・山王宮社殿

標高439.2m。古称は「御（雄）嶽（おんたけ）」といい、古くから山岳信仰の対象とされてきた。1合目辺りには一の宮神社があり、8合目には二の宮神社址がある。山頂には本宮である山王宮が鎮座している。また、古くから近海における航海時の標識としての役割を果たしており、遣唐使が五島列島を寄港地とした際には航海の安全を当山に祈念したと伝えられる。

### 一の宮神社

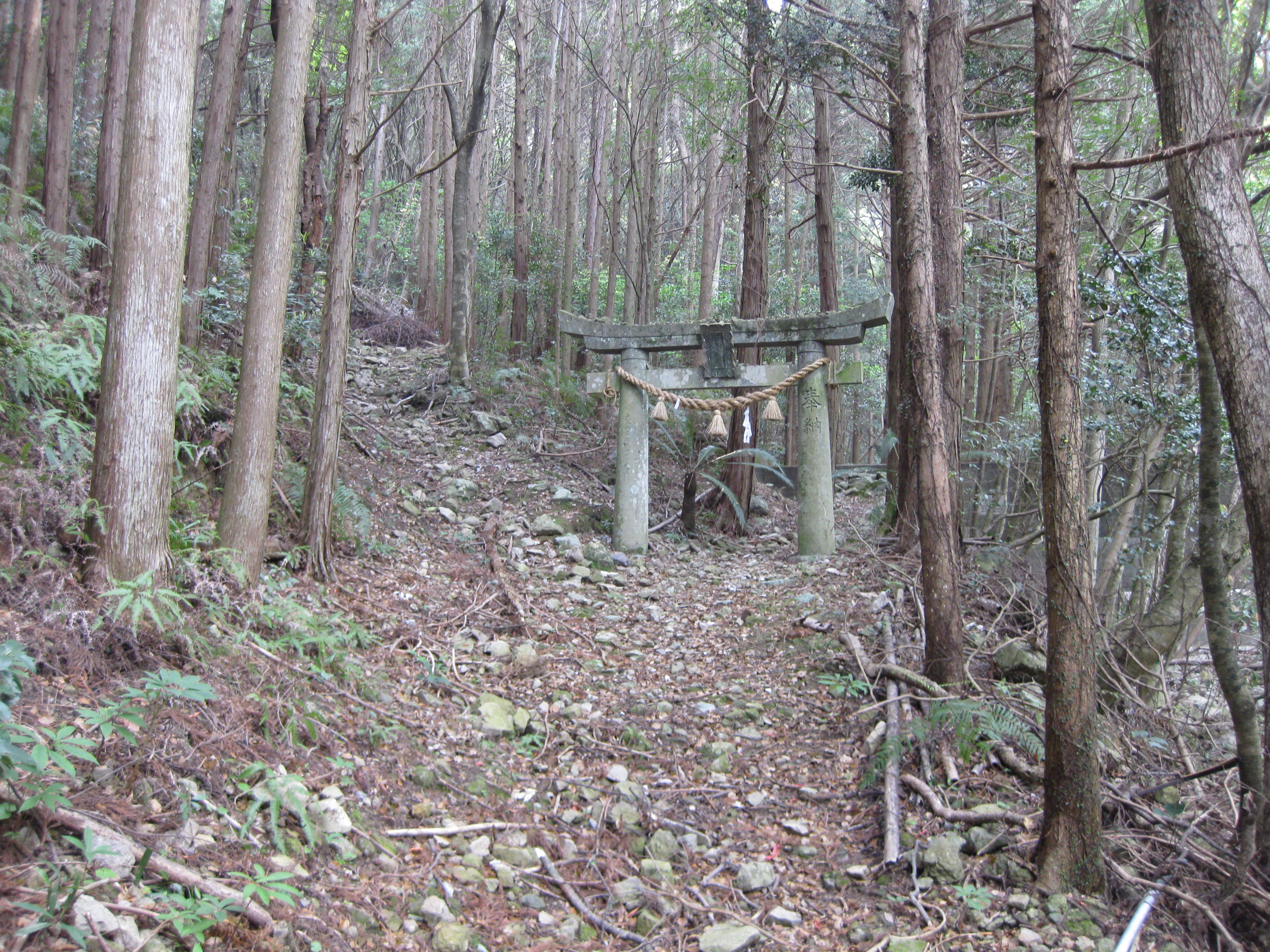
一の宮神社・一の鳥居

創建年代は不詳だが、宝永5年（1708年）9月14日に造営の記録がある。祭神は正勝吾勝速日天之忍穂耳命。
雄嶽日枝神社と共に、八ヶ浦の宗廟であり守護神であったが、現在では荒川郷のみの守護神である。

### 二の宮神社
創建年代は不詳。祭神は天照大神、国常立尊。

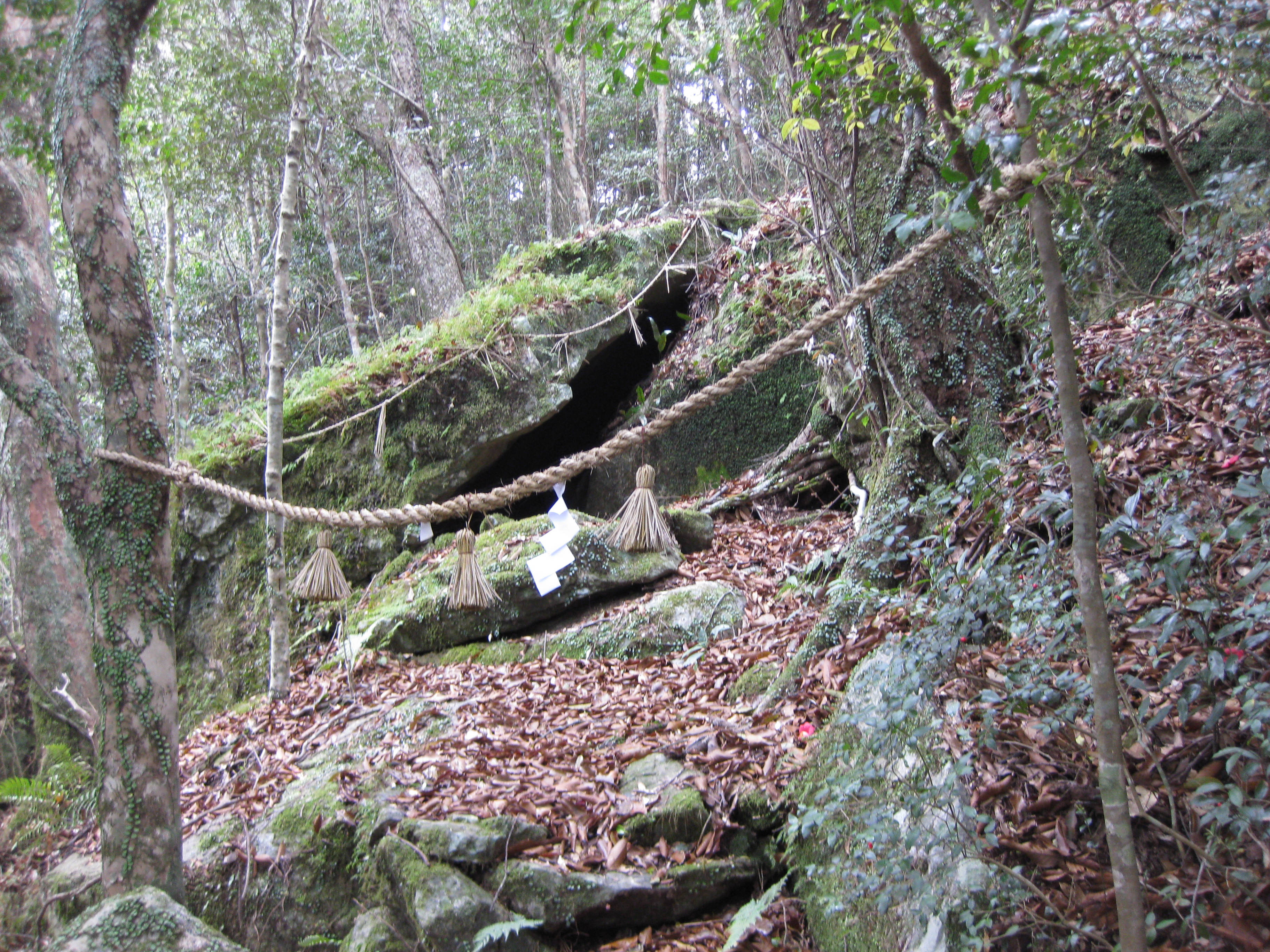
二の宮神社・祭祀跡と岩窟

8合目に原始樹林に囲まれた区域内に岩窟があり、この岩窟の入り口付近に二の宮神社祭祀場址がある。かつて岩窟内は水を湛え、その水が枯渇した際に平安時代後期、鎌倉時代、室町時代、江戸時代初期の舶載鏡2面と和鏡15面が発見された。また岩窟奥には小祠が設けられている。
なお、現在の二の宮神社は山頂・山王宮社殿横に祭祀されている。

## 祭祀
主な祭礼・神事
- 例大祭（旧9月9日）

## 境内社

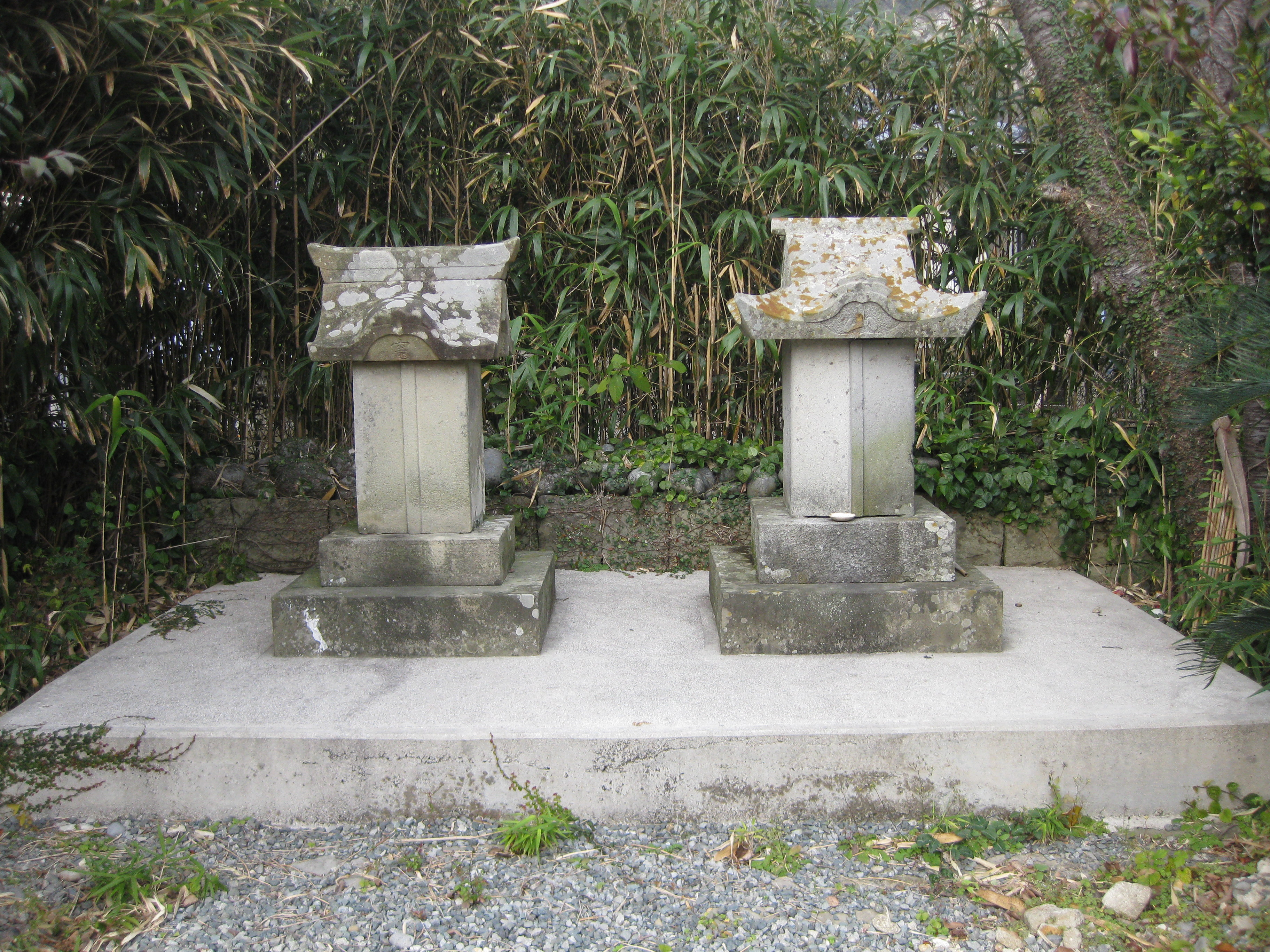
境内社・一の宮神社、二の宮神社

- 一の宮神社
- 二の宮神社

## その他の神社
荒川郷のその他の神社に祖霊神社、金刀比羅神社がある。
また、隣接する宿ノ浦郷に宿ノ浦神社、旧上五島町・道土井郷に大山祇神社がある。

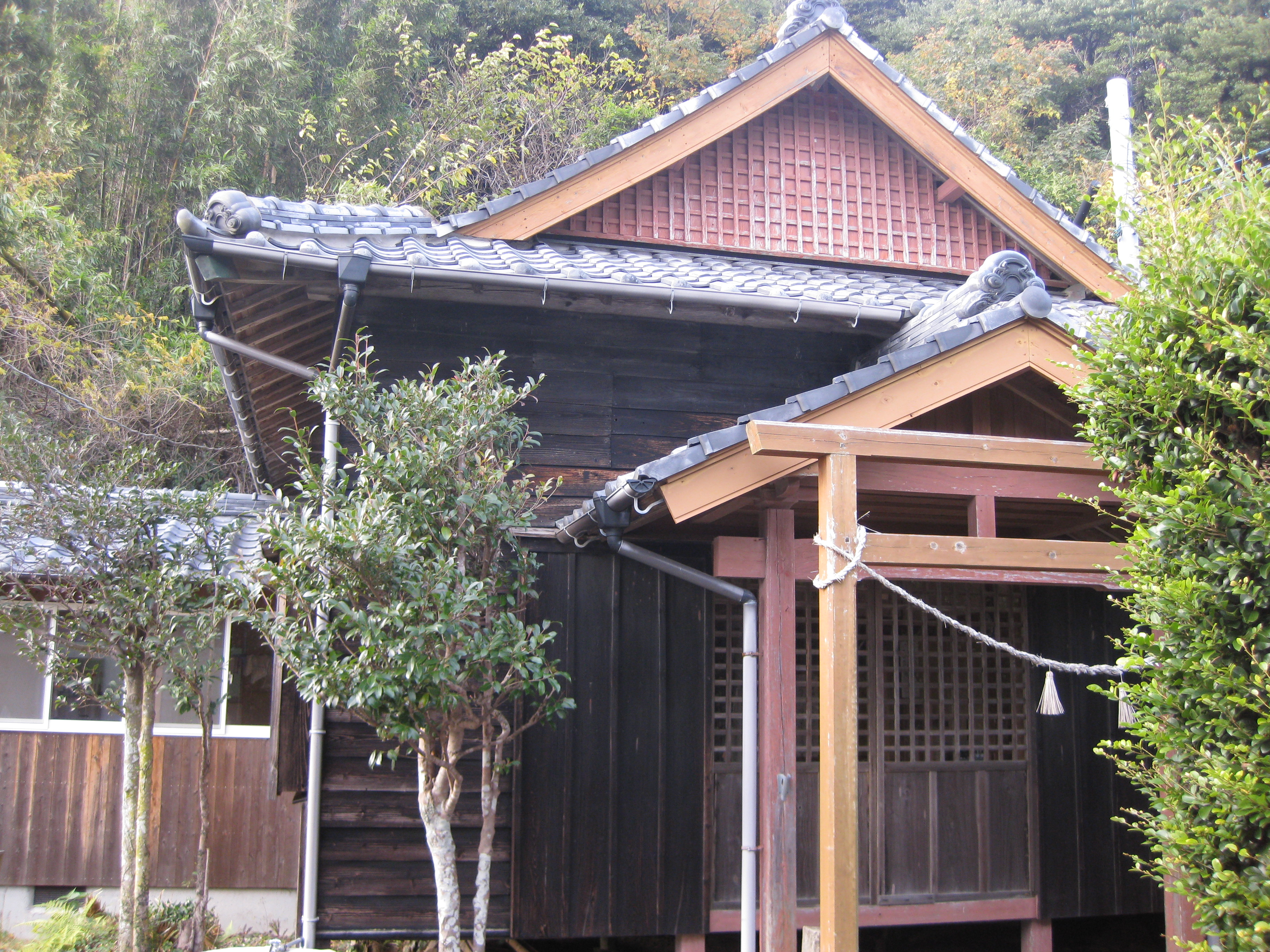
祖霊神社
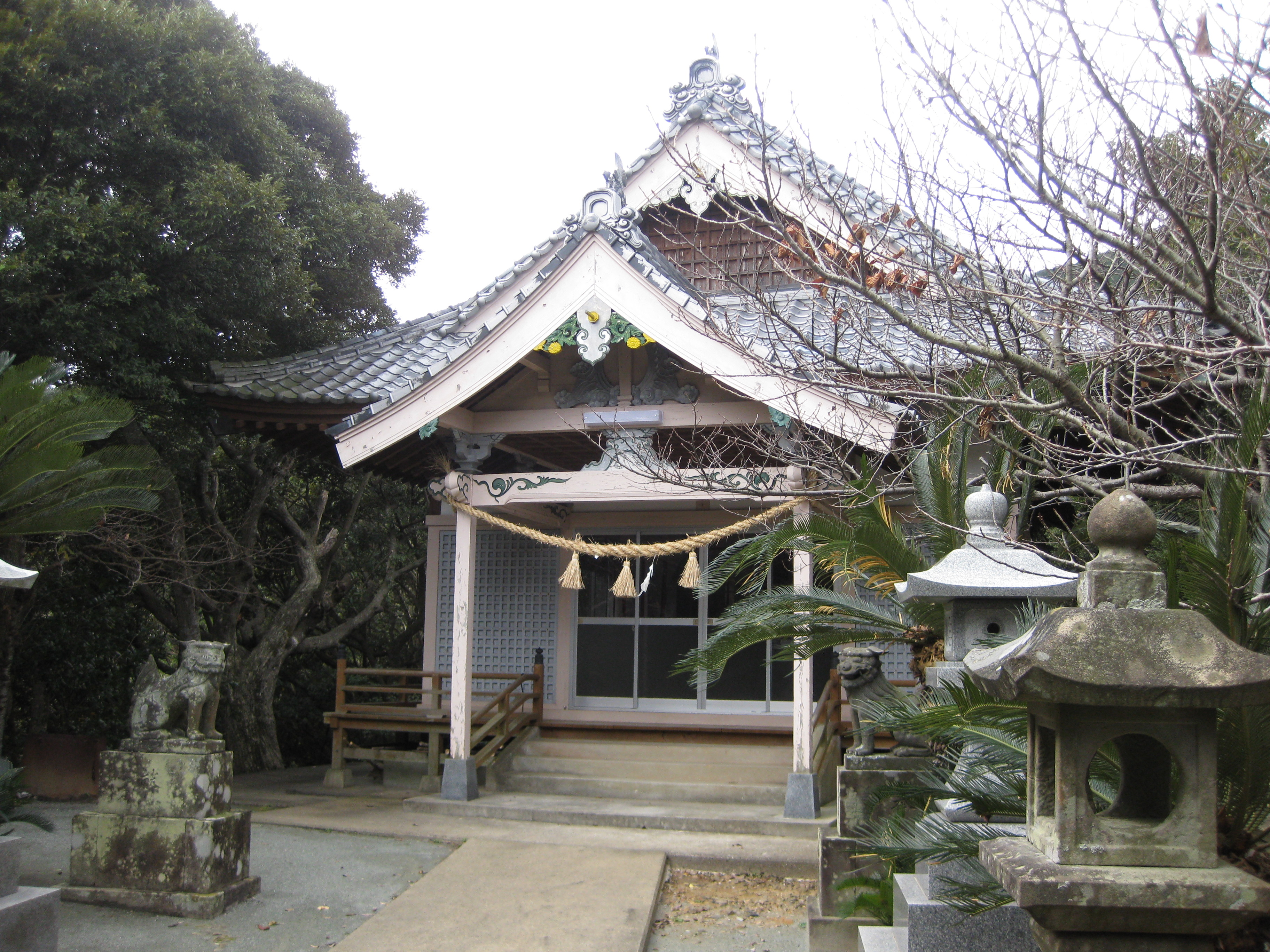
大山祇神社（道土井郷）
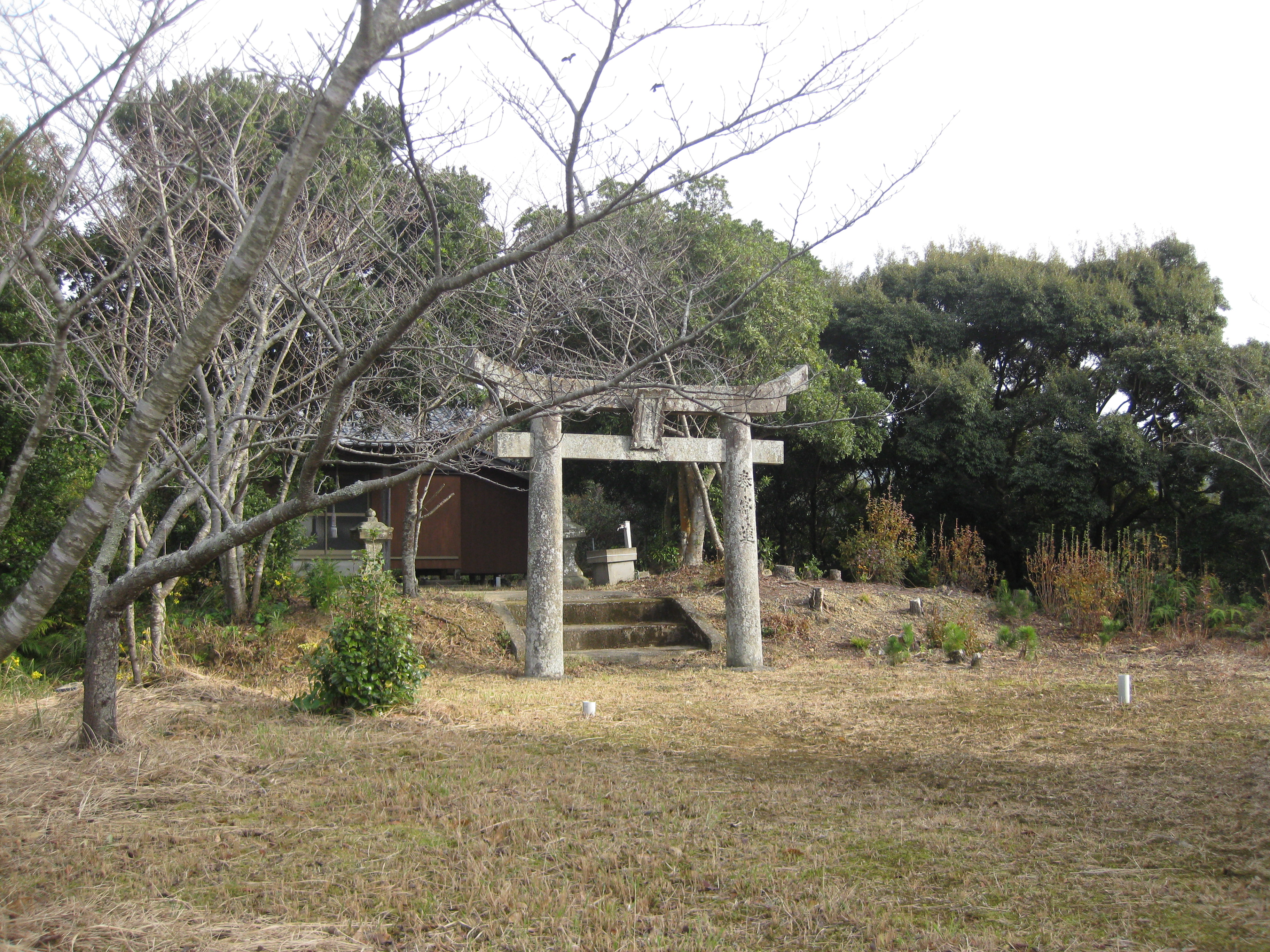
宿ノ浦神社（宿ノ浦郷）